# قائمة ملاعب كرة القدم في المغرب
هذه قائمة ملاعب كرة القدم في المغرب:
| #  | الملعب                                                | السعة          | الموقع        | الفريق                                    | صورة |
| -- | ----------------------------------------------------- | -------------- | ------------- | ----------------------------------------- | ---- |
| 1  | ملعب طنجة (خاضع للإصلاحات)                            | 85.000         | طنجة          | نادي اتحاد طنجة                           |      |
| 2  | المجمع الرياضي الأمير مولاي عبد الله (خاضع للإصلاحات) | 85.000         | الرباط        | نادي الجيش الملكي                         |      |
| 3  | المركب الرياضي محمد الخامس                            | 67.000         | الدار البيضاء | نادي الوداد الرياضي · نادي الرجاء الرياضي |      |
| 5  | ملعب مراكش                                            | 45,000         | مراكش         | الكوكب المراكشي الاتفاق المراكشي          |      |
| 4  | ملعب أدرار                                            | 45,480         | أكادير        | حسنية أكادير                              |      |
| 6  | المركب الرياضي لفاس                                   | 45,000         | فاس           | المغرب الفاسي · الوداد الفاسي             |      |
| 7  | الملعب الشرفي بوجدة                                   | 40,000         | وجدة          | مولودية وجدة                              |      |
| 8  | ملعب الشيخ محمد لغظف                                  | 30,000         | العيون        | نادي شباب المسيرة                         |      |
| 9  | الملعب الشرفي بمكناس                                  | 25.000         | مكناس         | النادي المكناسي                           |      |
| 7  | الملعب البلدي بالقنيطرة                               | 40.000         | القنيطرة      | النادي القنيطري                           |      |
| 10 | ملعب المسيرة الخضراء                                  | 20,000         | أسفي          | نادي أولمبيك أسفي                         |      |
| 11 | ملعب بيلفيدير (في طور البناء)                         | 15,000         | الرباط        | نادي الفتح الرياضي                        |      |
| 12 | ملعب البشير                                           | 15,000         | المحمدية      | شباب المحمدية                             |      |
| 13 | ملعب سانية الرمل                                      | 15,000         | تطوان         | نادي المغرب التطواني                      |      |
| 14 | ملعب بن أحمد العبدي                                   | 15.000         | الجديدة       | نادي الدفاع الجديدي                       |      |
| 15 | ملعب ميمون العرصي                                     | 12,000         | الحسيمة       | شباب الريف الحسيمي                        |      |
| 16 | المركب الرياضي بخريبكة                                | 10,000         | خريبكة        | نادي أولمبيك خريبكة                       |      |
| 17 | ملعب أبو بكر عمار                                     | 10,000         | سلا           | اتحاد سلا .Ass                            |      |
| 18 | ملعب 18 نونبر بالخميسات                               | 10,000         | الخميسات      | نادي اتحاد الزموري الخميسات               |      |
| 19 | ملعب البلدي لمدينة الداخلة                            | 1000           | الداخلة       | نادي مولودية الداخلة                      |      |
| 14 | ملعب الحسيمة                                          | 15.000 (مؤقتا) | الحسيمة       | شباب الريف الحسيمي                        |      |

## ملاعب تحت الإنشاء
| الصورة | الملعب                    | السعة   | المدينة       | الحالة      | الافتتاح |
| ------ | ------------------------- | ------- | ------------- | ----------- | -------- |
|        | ملعب تطوان                | 45,600  | تطوان         | تحت التشييد | 2030     |
|        | ملعب الدار البيضاء الكبير | 115.000 | الدار البيضاء | تحت التشييد | 2029     |
|        | ملعب وجدة الكبير          | 55,000  | وجدة          | تحت التشييد | 2030     |

## ملاعب يُرتقب أن تفتتح في المستقبل
| الملعب       | المدينة | السعة المُرتقبة | تفاصيل            |
| ------------ | ------- | -------------- | ----------------- |
| ملعب ورزازات | ورزازات | غير معروف      | لا معلومات متوفرة |
| ملعب الجديدة | الجديدة | غير معروف      | لا معلومات مُتوفرة |
| ملعب الناضور | الناضور | غير معروف      | لا معلومات مُتوفرة |
| ملعب مراكش   | مراكش   | غير معروف      | لا معلومات متوفرة |
| ملعب مكناس   | مكناس   | غير معروف      | لا معلومات متوفرة |

## الملاعب السابقة
| الملعب                        | السعة  | أفتتح | المدينة        | النادي                      | الحالة      |
| ----------------------------- | ------ | ----- | -------------- | --------------------------- | ----------- |
| ملعب مرشان                    | 20,000 | 1939  | طنجة           | نادي اتحاد طنجة             | هُدم         |
| ملعب الانبعاث                 | 10,000 | 1960  | أغادير         | نادي حسنية أكادير           | هُدم         |
| Stade Hassan-II               | 10,000 |       | فاس            | نادي الوداد الفاسي          | هُدم         |
| ملعب تيسيما ‏                  | 10,000 |       | الدار البيضاء  | Wafaa Wydad Casablanca      | هُدم         |
| Stade Prince Moulay Al Hassan | 10,000 |       | الرباط         | نادي الفتح الرياضي (المغرب) | هُدم         |
| Stade Moulay Rachid           | 5,000  |       | العيون (مدينة) | نادي شباب المسيرة           | هُدم         |
| ملعب المسيرة الخضراء (سلا)    | 4,000  |       | سلا            | AS Salé                     | هُدم في 2006 |

## وصلة خارجية
- لائحة الملاعب حول العالم: المغرب